# حسیوند
ای چگنی بر تو نامت سلام بر همه مردم پاکت سلام
حسیوند (خرم‌آباد)، روستایی از توابع بخش دوره چگنی شهرستان خرم‌آباد در استان لرستان ایران است. 
روستای حسیوند متشکل از دو طایفه حسیوند و گورو (گوران) است. طایفه حسیوند اطالتا لر بختیاری هستند و نیای آن‌ها به نام حسین در اواخر دوران صفوی به لرستان مهاجرت کرده و با چگنی‌ها وصلت نموده است، اولاد حسین مشهور به حسیوند و یکی از طوایف ایل چگنی شده‌اند
و طایفه گورو یا گوران ریشه در قوم کهن گوران یکی از اقوام قدیمی غرب ایران دارند که در دوران افشاریه تا زندیه به منطقه چگنی لرستان آمده و با طایفه حسیوند چگنی ادغام شده‌اند
روستای حسیوند از سال ۸۶ به بعد و با شهرستان شدن چگنی به واسطه نزدیکی (۵۰۰ متر) به شهر سراب‌دوره مرکز شهرستان و با داشتن موقعیت جغرافیایی بکر برای شهر سازی زمین های کشاورزی که مابین روستای حسیوند و شهر دوره قرار گرفته بودند به مرور به شهرداری واگزار شدند.

## جمعیت
این روستا در دهستان دوره قرار دارد و براساس سرشماری مرکز آمار ایران در سال ۱۳۸۵، جمعیت آن ۴۶۲ نفر (۱۱۰خانوار) بوده‌است.